# Howard Engel

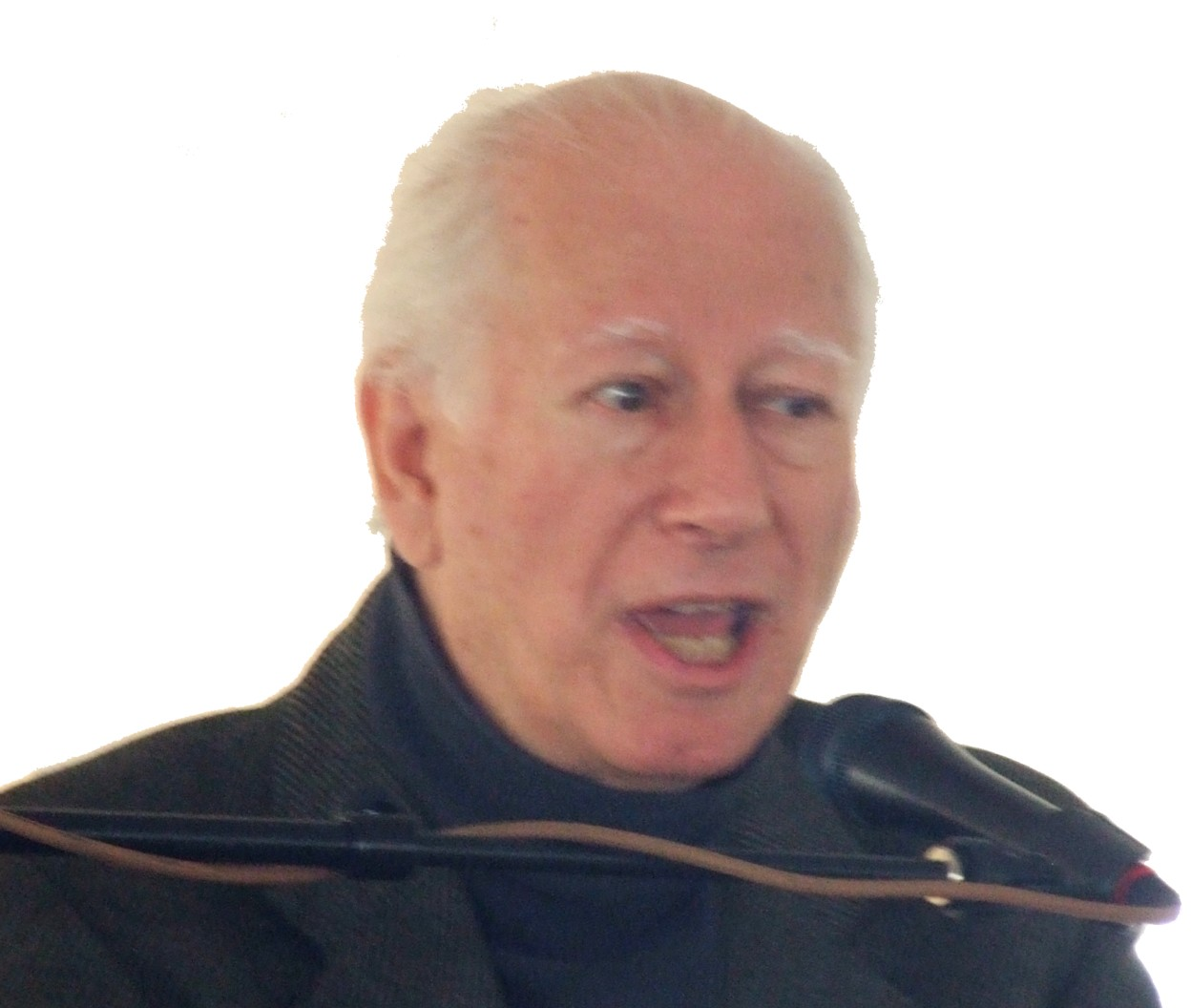
Howard Engel (2007)

Howard Engel CM (* 2. April 1931 in St. Catharines, Ontario, Kanada; † 16. Juli 2019 in Toronto) war ein kanadischer Schriftsteller und CBC/Radio-Canada-Produzent, der in Toronto, Ontario lebte und mit dem Arthur Ellis Award und Matt-Cohen-Preis ausgezeichnet wurde.

## Leben
Howard Engel war der Autor der Detektivromanreihe um die fiktive Figur Benny Cooperman, die in der Niagara-Region rund um Grantham, Ontario, spielt und dabei viel von Engels Geburtsort in sich vereint. Howard Engel war einer der Gründer der Crime Writers of Canada.
Von 1962 bis 1978 war er mit Marian Engel verheiratet, einer bekannten kanadischen Schriftstellerin, die 1985 verstarb. Sie hatten zwei Kinder, ein Zwillingspaar, das 1965 geboren wurde. Charlotte Engel arbeitet gegenwärtig für Bravo! und William Engel für Reels 4 Realty. Howard Engel heiratete später die kanadische Schriftstellerin Janet Hamilton. Das Paar hatte einen 1989 geborenen Sohn.
2000 erlitt Engel einen Schlaganfall, der sein Lesevermögen vorübergehend stark beeinträchtigte (er hat es sich später nur bedingt wieder erarbeiten können), während sein Schreibvermögen weitgehend unbeeinträchtigt blieb (er konnte nichts wirklich Korrektur lesen, weshalb jede Schreibunterbrechung für ihn problematisch war). Später war er wieder in der Lage zu schreiben und verfasste einen neuen Roman, Memory Book (2005), in dem sein Held Benny Cooperman eine Schussverletzung im Kopf erlitt und ähnliche Beeinträchtigungen wie er selbst Jahre zuvor erlebte.
Zwei Jahre später veröffentlichte er mit The Man Who Forgot How To Read (2007) gewissermaßen einen persönlichen Rückblick auf jene Zeit, in der er versuchte, die Folgen seines Schlaganfalls zu verarbeiten. Dieses Buch wurde von dem ausgewiesenen Fachmann für vergleichbare Fälle, Oliver Sacks, mit einem Nachwort versehen. 2008 publizierte Howard Engel einen weiteren Roman: East of Suez.
Im Februar 2007 wurde Howard Engel zum Member of the Order of Canada ernannt. Er starb im Juli 2019 im Alter von 88 Jahren.

## Werk

### Romane
- The Suicide Murders (1980) ISBN 0-7720-1304-7
  -  Selbstmord ist auch keine Lösung. Deutsch von Monika Wittek, Rowohlt, Reinbek 1983 ISBN 3-499-42637-4
- The Ransom Game (1981) ISBN 0-7720-1364-0
  - Übersetzung: Mechtild Sandberg: Erpresserspiel. Rowohlt, Reinbek 1984 ISBN 3-499-42661-7
- Murder on Location (1982) ISBN 0-7720-1384-5
  - Mord stand nicht im Drehbuch. Deutsch von Monika Wittek, Rowohlt, Reinbek 1984 ISBN 3-499-42691-9
- Murder Sees the Light (1984) ISBN 0-670-80304-9
  - Es kommt alles ans Licht. Deutsch von Monika Wittek-Elwenspoek, Rowohlt, Reinbek 1984 ISBN 3-499-42745-1
- A City Called July (1986) ISBN 0-670-81268-4
  - Ticket für einen Toten. Deutsch von Monika Elwenspoek, Rowohlt, Reinbek 1988 ISBN 3-499-42833-4
- A Victim Must Be Found (1988) ISBN 0-670-82298-1
  -  Ein Opfer muss her. Deutsch von Monika Elwenspoek, Rowohlt, Reinbek 1990 ISBN 3-499-42949-7
- Dead and Buried (1990) ISBN 0-670-83116-6
- Murder in Montparnasse (1992) ISBN 0-670-84068-8
- There Was an Old Woman (1993) ISBN 0-670-85259-7
- Getting Away With Murder (1995) ISBN 0-670-86078-6
  - Mit heiler Haut. Deutsch von Sonja Hauser, Ullstein, Berlin 1998 ISBN 3-548-24270-7
- Mr. Doyle and Dr. Bell (1997) ISBN 0-670-87755-7
- A Child’s Christmas in Scarborough (1997) ISBN 1-55013-922-3
- My Brother’s Keeper (2001) ISBN 1-55278-327-8 (mit Eric Wright)
- The Cooperman Variations (2001) ISBN 0-14-029744-8
- Memory Book (2005) ISBN 0-14-301665-2
- East of Suez (2008)

### Nicht fiktionale Werke
- Lord High Executioner: An Unashamed Look at Hangmen, Headsmen, and Their Kind (1996) ISBN 1-55013-704-2
- Crimes of Passion: An Unblinking Look at Murderous Love (2001) ISBN 1-55263-355-1
- The Man Who Forgot How To Read (2007) ISBN 978-0-00-200714-6

### Anthologien
- Criminal Shorts: Mysteries by Canadian Crime Writers (1992) ISBN 0-7715-9160-8 (Hg. mit Eric Wright)

## Auszeichnungen
- 1985: Arthur Ellis Award for Crime Fiction für Murder Sees the Light
- 2004: Matt-Cohen-Preis für das Lebenswerk